# Hacker II: The Doomsday Papers
Hacker II: The Doomsday Papers is een computerspel dat werd ontwikkeld en uitgegeven door Activision voor diverse platforms. Het spel werd uitgebracht in 1986. Het spel is een strategiespel en het vervolg op het computerspel Hacker uit 1985. De bedoeling is om in een computer te hacken en uiteindelijk de wereld te redden. 

## Platforms
| Jaar | Platform                                                      |
| ---- | ------------------------------------------------------------- |
| 1986 | Amiga, Apple II, Atari ST, Commodore 64, Macintosh, PC Booter |
| 1987 | Amstrad CPC, Apple IIgs, ZX Spectrum                          |

## Ontvangst
| Beoordeeld door  | Platform    | Datum         | Score |
| ---------------- | ----------- | ------------- | ----- |
| Your Sinclair    | ZX Spectrum | maart 1987    | 90%   |
| Happy Computer   | Atari ST    | 1986          | 86%   |
| Just Games Retro | PC Booter   | 8 mei 2007    | 84%   |
| Tilt             | PC Booter   | december 1986 | 67%   |